# Oultene
Oultene là một đô thị thuộc tỉnh Msila, Algérie. Dân số thời điểm năm 2002 là 1.763 người.